# Odivelas
Odivelas – miejscowość w Portugalii, leżąca w dystrykcie Lizbona, w regionie Lizbona, w podregionie Grande Lizbona. Miejscowość jest siedzibą gminy o tej samej nazwie.

## Demografia
| Liczba ludności gminy Odivelas (2001–2011) | Liczba ludności gminy Odivelas (2001–2011) | Liczba ludności gminy Odivelas (2001–2011) |
| ------------------------------------------ | ------------------------------------------ | ------------------------------------------ |
| 2001                                       | 2004                                       | 2011                                       |
| 133 847                                    | 143 995                                    | 144 549                                    |

## Sołectwa
Sołectwa gminy Odivelas (ludność wg stanu na 2011 r.)
- Caneças – 12 324 osoby
- Famões – 11 095 osób
- Odivelas – 59 559 osób
- Olival Basto – 5812 osób
- Pontinha – 23 041 osób
- Póvoa de Santo Adrião – 13 061 osób
- Ramada – 19 657 osób